# Panamerický turnaj v ledním hokeji
Panamerický turnaj v ledním hokeji se koná od roku 2014 v Mexiku, účastní se ho hokejové týmy amerických zemí. Hraje se pod záštitou Mezinárodní federace ledního hokeje, ale mohou v něm startovat i státy, které nejsou jejími členy. První ročník vyhráli Kanaďané, které v mužské kategorii reprezentoval výběr hráčů bez angažmá v National Hockey League a v ženské klub Sudbury Lady Wolves. Výrazná výkonnostní převaha kanadských týmů vedla k tomu, že na další ročníky už nebyly pozvány, v letech 2015 i 2016 vyhrála v mužské části kolumbijská hokejová reprezentace před domácím týmem a v ženské Mexičanky. Pořadatelé se snaží propagovat hokej na celém americkém kontinentu, proto oslovili s nabídkou na účast i další země, jako je Jamajka, Kostarika, Panama, Chile, Ekvádor, Venezuela, Uruguay a dokonce i africké Maroko, nikde však dosud nebyli schopni postavit reprezentační tým.
V roce 2017 se uskutečnil poslední ročník a následujícího roku byla zahájena série turnajů Amerigol Latam Cup, která na Panamerický turnaj navázala a rovněž se jí účastní především americké týmy.

## Muži
| Rok  | Pořadatel        | Účast | 1. místo | 2. místo | 3. místo   | 4. místo    | 5. místo  | 6. místo           |
| ---- | ---------------- | ----- | -------- | -------- | ---------- | ----------- | --------- | ------------------ |
| 2014 | Ciudad de Mexico | 5     | Kanada   | Mexiko   | Kolumbie   | Argentina   | Brazílie  | Ne                 |
| 2015 | Ciudad de Mexico | 6     | Kolumbie | Mexiko   | Brazílie   | Mexiko (17) | Argentina | Argentina "B"      |
| 2016 | Ciudad de Mexico | 6     | Kolumbie | Mexiko   | Mexiko "B" | Brazílie    | Argentina | Argentina "B"      |
| 2017 | Ciudad de Mexico | 9     | Mexiko   | Kolumbie | Argentina  | Mexiko "B"  | Brazílie  | Kolumbie "červení" |

## Ženy
| Rok  | Pořadatel        | Účast | 1. místo | 2. místo   | 3. místo    | 4. místo  | 5. místo      | 6. místo |
| ---- | ---------------- | ----- | -------- | ---------- | ----------- | --------- | ------------- | -------- |
| 2014 | Ciudad de Mexico | 3     | Kanada   | Mexiko     | Kanada "B"  | Ne        | Ne            | Ne       |
| 2015 | Ciudad de Mexico | 5     | Mexiko   | Kolumbie   | Mexiko (18) | Argentina | Brazílie      | Ne       |
| 2016 | Ciudad de Mexico | 5     | Mexiko   | Argentina  | Mexiko "B"  | Kolumbie  | Argentina "B" | Ne       |
| 2017 | Ciudad de Mexico | 5     | Mexiko   | Mexiko "B" | Kolumbie    | Argentina | Brazílie      | Ne       |